# ジョン・パトリック (2003年生のサッカー選手)
ジョン・ジョー・パトリック・フィン・ベノア（John Joe Patrick Finn Benoa、2003年9月24日 - ）は、スペイン・マドリード出身のサッカー選手。ヘタフェCF B所属。ポジションはMF。

## クラブ経歴
2012年、9歳でレアル・マドリードのカンテラに入団した。2014年に退団以降はスペイン各地のクラブを転々として2018年にヘタフェCFへ移った。
2020年12月5日、ラ・リーガのレバンテUD戦にて、ヘタフェでのトップチームデビューを果たした。17歳と42日でのデビューとなったが、これはヘタフェ史上最年少でのデビュー記録である。

## 人物
スペインのマドリードで、アイルランド人の父とカメルーン系フランス人の母の間に生まれたため、スペイン、アイルランド、フランス、カメルーンの国籍を持つ。